# Pantín (España)
Pantín (llamada oficialmente Santiago de Pantín) es una parroquia española del municipio de Valdoviño, en la provincia de La Coruña, Galicia.

## Entidades de población
Entidades de población que forman parte de la parroquia:
- A Barreira
- A Cardosa
- A Gabeira
- A Lagoa
- Amoreira (A Moreira)
- Casianes
- Domondó
- Fermil
- Figaredo (Figueredo)
- Frádigas (Frádegas)
- Freixo (O Freixo)
- Lagares
- La Loira[4] (A Loira)
- Laxe (A Laxe)
- Marnela de Abajo[5] (Marnela de Abaixo). En el INE aparece Marnela de Baixo.
- Marnela de Arriba.[6] En el INE aparece Marnela de Riba.
- Mouriscal (O Mouriscal)
- O Ariño
- O Cadaval
- O Castro
- O Cotillón
- O Rodo
- Os Veceiros
- Pedreira[7] (A Pedreira)
- Pereira[8] (A Pereira)
- Ramalleira[9] (A Ramalleira)
- San Xiao[10]
- Talieiro[11] (O Talieiro)
- Trabes[12] (As Trabes). En el INE aparece como As Traves.
- Uceira[13] (A Uceira).
- Vieiteiro[14] (O Bieiteiro). En el INE aparece como O Vieiteiro.
- Villamil
- Xavariz
- Xestal

## Despoblados
- As Ferrerías
- Cobo (Covo)
- Outeiro (O Outeiro)
- Teixoeira[15] (A Teixoeira)

## Demografía
| Gráfica de evolución demográfica de Pantín entre 2000 y 2019 |
|                                                              |
| Datos según el nomenclátor publicado por el INE.             |